# 小栗正矩
小栗 正矩（おぐり まさのり）は、江戸時代前期の越後国高田藩の筆頭家老である。通称は美作（みまさか）。越後国（現新潟県）の土地改良を拓いた。

## 人物
寛永3年（1626年）、高田藩筆頭家老小栗正重（五郎左衛門）の長男として誕生した。母は附家老本多成重の娘真珠院。
松平光長入封から41年目の寛文5年12月（1666年2月）、越後高田地震により大きな被害を受け、藩政を執っていた父正重・荻田隼人が倒壊家屋により共に圧死した。正重の跡は息子である正矩が（小栗家は知行1万7,000石の筆頭家老の家柄）父の高田城代を継ぎ、荻田隼人の跡はその息子である荻田主馬が1万5,000石で同じく清崎城代を継いだ。
正矩は藩政を主導するようになると、幕府から5万両を借り受けて高田の町の復興にあて、高田の区画整理を断行して現在の上越市の市街を形成した。この機に藩士の禄を地方知行制から蔵米制に改めた。また、直江津の築港、関川の浚渫、新田の開墾、特産品（たばこ）の振興、銀の発掘などに手腕を振るい、江戸の殖産家河村瑞賢を招き、中江用水などの用水路の開削を行った。正矩は藩政に大いに治績を上げたが、蔵米制への移行は多くの藩士にとっては減収となったことで小栗が怨まれた。また、正矩自身の贅沢好きで傲慢な性格からも悪い感情を持たれ、さらに藩主光長の異母妹閑を妻にしたことも越後騒動の原因の一つとなった。